# 奥莉加河
奥莉加河（俄语：Река Ольга），又称葫芦崴河，是俄羅斯滨海边疆区奥莉加区河流，源起秃山和裸山中间，长16公里，注入奥莉加湾。鱥属和珠星三块鱼在河中生活，夏季則有櫻鱒在河中产卵。

## 引用
1. ↑  А·П·穆拉诺夫. . 列宁格勒: 气象出版社. 1966 （俄语）.
2. ↑  . 列宁格勒: 气象出版社 （俄语）.
3. ↑  Т·А·基谢尔科瓦娅. . 列宁格勒: 气象出版社. 1977 （俄语）.
4. ↑  . 国家水登记处.   [2024-01-02]. （原始内容存档于2023-04-23） （俄语）.